# Степенко Василь Іванович
Василь Іванович Степенко (нар. 28 листопада 1948, село Рибальське Охтирського району Сумської області) — український діяч, голова Полтавської райдержадміністрації та Полтавської районної ради. Народний депутат України 1—2-го скликань. Кандидат економічних наук (2000).

## Життєпис
Народився 28 листопада 1948 року в селі Рибальське Сумської області.
У серпні 1966 — червні 1967 року — слюсар Ірпінського заводу будматеріалів і пластмас Київської області.
У червні 1967 — липні 1969 року — служба в Радянській армії (Московський військовий округ).
У липні 1969 — лютому 1974 року — студент економічного факультету Полтавського сільськогосподарського інституту. Навчався на спеціальності «Економіка і організація сільського господарства».
У лютому 1974 — серпні 1976 року — головний економіст колгоспу імені Воровського села Калашники Полтавського району Полтавської області.
Член КПРС з 1976 по 1991 рік.
У серпні 1976 — листопаді 1977 року — 1-й секретар Полтавського районного комітету ЛКСМУ Полтавської області.
У листопаді 1977 — квітні 1987 року — голова правління колгоспу імені Воровського села Калашники Полтавського району Полтавської області.
У квітні 1987 — серпні 1991 року — 1-й секретар Полтавського районного комітету КПУ Полтавської області.
Народний депутат України 12(1) скликання з березня 1990 (2-й тур) до квітня 1994, Полтавський виборчий округ № 330, Полтавська область, з вересня 1991 до квітня 1994 року — голова підкомісії з розвитку АПК та проблем захисту природи Комісії з питань АПК. Група «Аграрники».
Народний депутат України 2 скликання з квітня 1994 (2-й тур) до квітня 1998, Полтавський виборчий округ № 331, Полтавська область, висунутий виборцями. Член Комітету з питань боротьби з організованою злочинністю та корупцією.
У травні 1998 — грудні 1999 року — голова колективного спільного підприємства імені Воровського села Калашники Полтавського району Полтавської області.
У грудні 1999 — квітні 2000 року — 1-й заступник голови, у квітні 2000 — червні 2002 року — начальник Головного управління сільського господарства і продовольства Полтавської обласної державної адміністрації.
У червні 2002 — лютому 2005 року — голова Полтавської районної державної адміністрації Полтавської області.
Член Партії регіонів.
Потім — директор Асоціації «Насіння Полтавщини».
У листопаді 2010 — листопаді 2015 року — голова Полтавської районної ради Полтавської області.

## Родина
Дружина Людмила Андріївна (1951 — бухгалтер Калашниківської сільради; сини Сергій (1973) та Ігор (1978).

## Нагороди
- орден «Знак Пошани»
- орден «За заслуги» ІІІ ступеня (.09.2004)[3]
- медалі
- заслужений працівник сільського господарства України (.11.1997)[4]